# Mainà daurat
El mainà daurat (Mino anais) és un ocell de la família dels estúrnids (Sturnidae). El seu estat de conservació es considera de risc mínim.

## Hàbitat i distribució
Habita els boscos de les zones costaneres de l'oest i nord de Nova Guinea i l'illa de Yapen.